# Експериментална математика
Виж още математическото списание със същото име Експериментална математика (списание).
Експериментална математика e подход към математиката, при който численото изчисление е използвано за да проучи математическите обекти и да идентифицира характеристики и модели.  Тя е дефинирана като „този клон на математиката, който се занимава с кодификацията и съобщаването на прозрания и интуици в математическата общост чрез използването на експерименталното (независимо дали в галилеев, бейкънов, аристотелов или кантиански смисъл) изследване на предположенията и по-неформалните вярвания и внимателен анализ на получените данни в преследването на тази цел.“